# Qiaowanlong
Qiaowanlong ist eine Gattung sauropoder Dinosaurier und ein ursprünglicher Vertreter der Titanosauriformes aus der späten Unterkreide Chinas.
Bisher ist lediglich ein fragmentarisches Skelett bekannt, das aus einer Halswirbelserie aus acht Wirbeln sowie dem rechten Becken besteht und im nordwestlichen Gansu entdeckt wurde. Dieser Fund kann auf die späte Unterkreide datiert werden (Aptium bis Albium). Obwohl er anfangs als der erste in Asien entdeckte Vertreter der Brachiosauridae bezeichnet wurde, zeigt eine jüngere Studie, dass er näher mit den ursprünglichen Titanosauriformen Erketu und Euhelopus verwandt war. Einzige Art ist Qiaowanlong kangxii.

## Beschreibung
Die Fossilien gehörten wahrscheinlich zu einem erwachsenen oder fast erwachsenen Exemplar. Die acht bekannten Wirbel wurden im anatomischen Verbund miteinander entdeckt; vermutlich handelte es sich um eine Serie vom vierten bis elften Halswirbel. Die Halswirbel waren deutlich kürzer als die stark verlängerten Halswirbel der Brachiosauriden: So maß beispielsweise der siebte Halswirbel 45 Zentimeter Länge, während der entsprechende bei Giraffatitan 93 Zentimeter Länge maß. Die Dornfortsätze der Halswirbel waren tief gegabelt, ein Merkmal, das sich bei verwandten Gattungen lediglich bei Erketu findet. Das Sitzbein (Ischium) war wie bei anderen Vertretern der Somphospondyli verkleinert und machte lediglich 70 % der Länge des Schambeins (Pubis) aus. Im Gegensatz zu anderen Gattungen war der Pubis-Kamm des Sitzbeins sehr lang und machte über 60 % der Schaftlänge aus.

## Systematik
Bei seiner Erstbeschreibung wurde Qiaowanlong von You und Li (2009) innerhalb der Brachiosauridae eingeordnet. Nach Ansicht dieser Autoren zeigte Qiaowanlong Gemeinsamkeiten insbesondere mit Sauroposeidon. Daniel Ksepka und Mark Norell widersprachen dieser Hypothese und erkannten Qiaowanlong als ursprünglichen Vertreter der Somphospondyli, einer Gruppe, die Euhelopus, Erketu sowie die Titanosauria mit einschließt. Ebenso wie Erketu zeigte Qiaowanlong gegabelte Dornfortsätze der Halswirbel, was laut diesen Forschern darauf hinweist, dass beide Gattungen nahe verwandt waren und eine Klade bildeten. Erketu und Qiaowanlong waren vermutlich näher mit den Titanosauria verwandt als mit Euhelopus.
Die möglichen Verwandtschaftsbeziehungen werden in folgendem Kladogramm dargestellt (vereinfacht nach Ksepka und Norell, 2010):
|  | \| \| Erketu \| \| \| \| \| \| Qiaowanlong \| \| \| \| |
|  |                                                        |
|  | Titanosauria                                           |
|  |                                                        |
|  | Erketu                                                 |
|  |                                                        |
|  | Qiaowanlong                                            |
|  |                                                        |

|  | Erketu      |
|  |             |
|  | Qiaowanlong |
|  |             |

|  | \| \| Erketu \| \| \| \| \| \| Qiaowanlong \| \| \| \| |
|  |                                                        |
|  | Titanosauria                                           |
|  |                                                        |
|  | Erketu                                                 |
|  |                                                        |
|  | Qiaowanlong                                            |
|  |                                                        |

|  | Erketu      |
|  |             |
|  | Qiaowanlong |
|  |             |

|  | \| \| Erketu \| \| \| \| \| \| Qiaowanlong \| \| \| \| |
|  |                                                        |
|  | Titanosauria                                           |
|  |                                                        |
|  | Erketu                                                 |
|  |                                                        |
|  | Qiaowanlong                                            |
|  |                                                        |

|  | Erketu      |
|  |             |
|  | Qiaowanlong |
|  |             |

|  | \| \| Erketu \| \| \| \| \| \| Qiaowanlong \| \| \| \| |
|  |                                                        |
|  | Titanosauria                                           |
|  |                                                        |
|  | Erketu                                                 |
|  |                                                        |
|  | Qiaowanlong                                            |
|  |                                                        |

|  | Erketu      |
|  |             |
|  | Qiaowanlong |
|  |             |

## Fund, Entdeckungsgeschichte und Namensgebung
Der einzige bisher bekannte Fund wurde im Jahr 2007 von einer chinesischen Forschergruppe im Jiuquan-Gebiet im nordwestlichen Gansu ausgegraben. Während der Bergung des Fossils musste die Wirbelserie in zwei Teile zergliedert werden. Der Fund (Holotyp, Exemplarnummer FRDC GJ 07-14) wurde 2009 von Hai-Lu You und Da-Qing Li erstmals wissenschaftlich beschrieben. Der Name Qiaowanlong (Chinesisch qiao – „Brücke“, wan – „gebeugt in einem Strom“, long – „Drache“) weist auf Qiaowan, einem kulturellen Ort in der Nähe des Fundorts. Der zweite Teil des Artnamens, kangxii, ist nach Kangxi benannt, einem berühmten Kaiser der Qing-Dynastie.
Die Gesteine des Fundorts gehören zum mittleren Schichtglied der Xinminpu-Gruppe, einer Gruppe des Yujingzi-Beckens. Diese Gruppe ist der Wissenschaft erst seit kurzem bekannt und enthielt die Fossilien mehrerer erst kürzlich entdeckter Dinosaurier, darunter
der Therizinosauroidea Suzhousaurus, der Tyrannosauroidea Xiongguanlong, der Ornithomimosauria Beishanlong, ein neuer Neoceratopsia sowie verschiedene weitere Funde, darunter ein Bonebed des Hadrosauroidea Equijubus.